# 1670 Minnaert
Az 1670 Minnaert (ideiglenes jelöléssel 1934 RZ) a Naprendszer kisbolygóövében található aszteroida. Hendrik van Gent fedezte fel 1934. szeptember 9-én, Johannesburgban. A kisbolygó névadója Marcel Minnaert belga fizikus, csillagász.